# Meikleour Beech Hedge

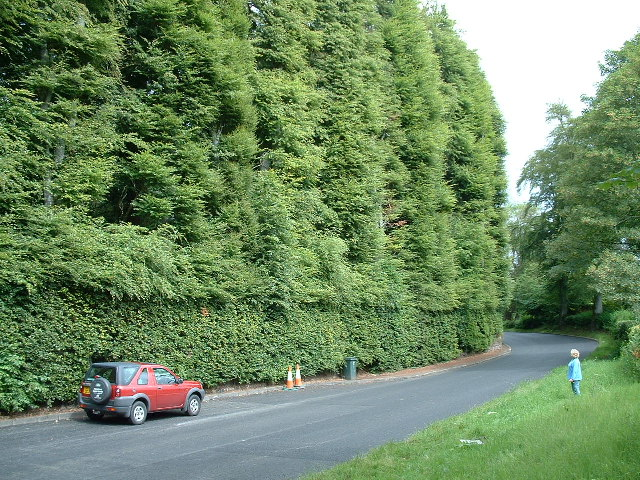
Meikleour Beech Hedge

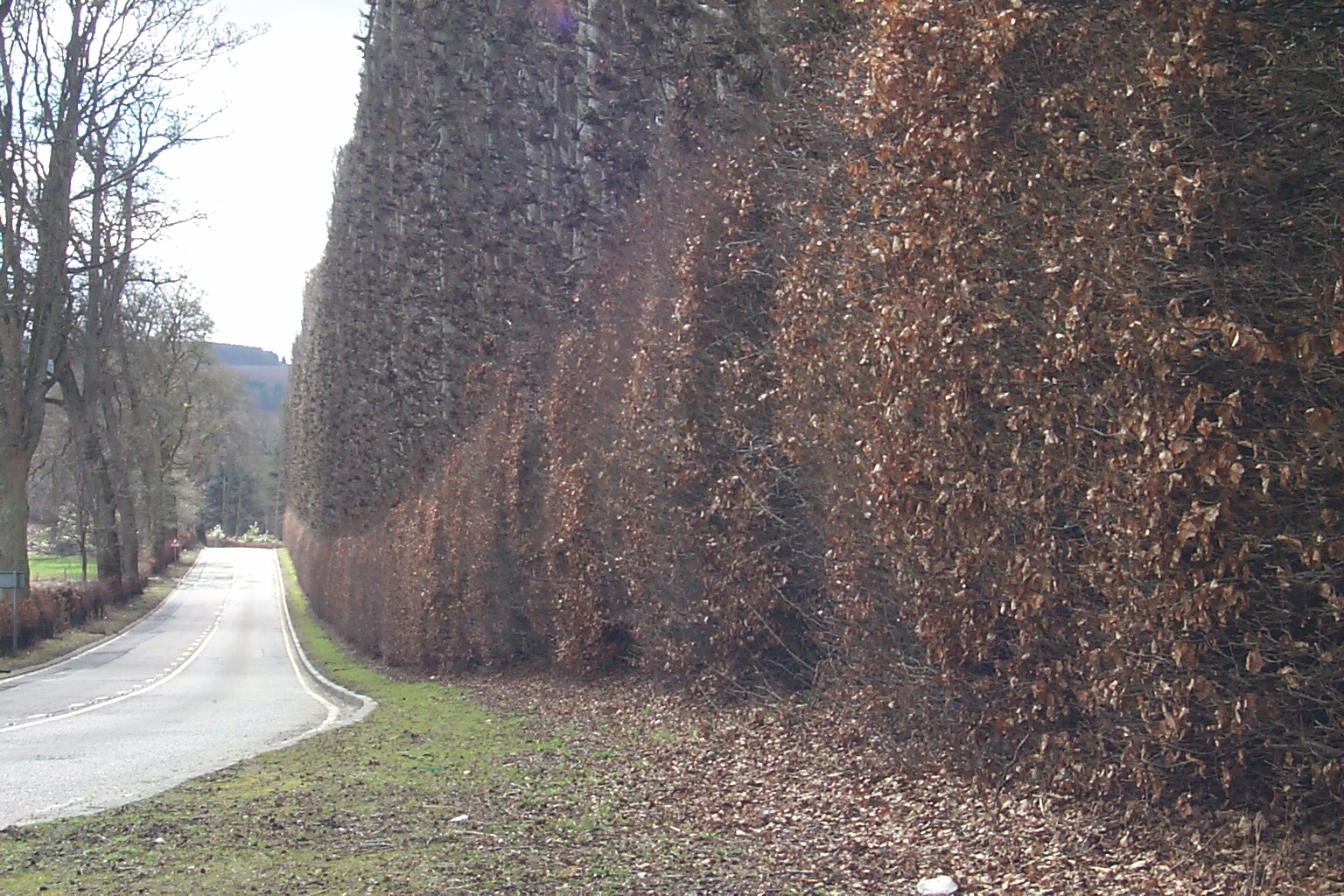
Meikleour Beech Hedge vào đầu mùa xuân

Meikleour Beech Hedge (tạm dịch: Hàng rào dẻ gai Meikleour) nằm gần Meikleour, Perth và Kinross, Scotland, được trồng vào mùa thu năm 1745 bởi Jean Mercer và chồng Robert Murray Nairne trên điền trang Meikleour của Hầu tước Lansdowne. Người ta kể rằng hàng rào mọc hướng lên trời vì những người trồng nó đã bị giết trong Trận Culloden. Hàng rào nằm dọc theo Đường A93 Perth - Blairgowrie, cách Perth khoảng 18 km về phía Bắc và cách Blairgowrie 6 km về phía Nam của Scotland. Du khách có thể thưởng ngoạn con đường này quanh năm.
Hàng rào được Sách Kỷ lục Guinness công nhận là hàng rào cao nhất thế giới và dài nhất nước Anh, với độ cao 30 mét (98 foot) và chiều dài 530 mét (1.740 foot). Kể từ đó, Meikleour Beech Hedge trở thành một địa điểm thu hút khách du lịch.

## Lịch sử
Các ghi chép dường như đồng ý rằng hàng rào ban đầu được trồng vào năm 1745, tuy nhiên người ta lại tương truyền hai câu chuyện khác nhau về hàng rào này.

### Câu chuyện thứ nhất
Nairne là một người theo chủ nghĩa Jacobus, và khi biết rằng hoàng tử Charles Edward Stuart (Bonnie Prince Charlie) đang ở Scotland, ông đã tập hợp để tham gia cùng anh ta trong cuộc chiến chống lại quân đội Anh và Scotland. Năm sau, cuộc nổi dậy Jacobite đi đến kết thúc quyết định trong Trận Culloden, nơi họ phải chịu thất bại nặng nề. Trong số những người theo phe Jacobus tử trận tại Culloden có Robert Murray Nairne.
Đau đớn trước cái chết của chồng, Jean, vợ của anh quyết định trồng hàng rào Meikleour Beech Hedge để tưởng nhớ người chồng và bạn bè đã mất của mình.

### Câu chuyện thứ hai
Chủ sở hữu của Meikleour House (xung quanh là hàng rào) trồng hàng rào cùng với con trai của mình. Ngay sau đó, người con trai phải ra trận và bố anh thề sẽ không cắt hàng rào cho đến khi con trai ông trở về. Sau đó, người con trai đã chết trận do đó hàng rào đã không bị cắt.

## Việc cắt tỉa
Meikleour Beech Hedge thường được cắt tỉa mười năm một lần, mặc dù lần cắt tỉa gần đây nhất, được thực hiện vào cuối năm 2019, là lần đầu tiên trong 20 năm trở lại đây.
Để cắt tỉa được, đội ngũ phải được nâng lên cao bằng máy nâng thủy lực, và sử dụng máy cắt cầm tay để cắt tỉa cây thủ công.
Sam Mercer Nairne, người hiện đang sở hữu hàng rào này đã nói: "Chúng tôi phải thuê một giàn máy nâng thủy lực để cắt tỉa cứ 10 năm một lần. Việc cắt tỉa tốn kém khá nhiều, chi phí cắt tỉa hàng rào này đội lên rất khủng ước tính khoảng 90.000 bảng Anh, bao gồm chi phí thuê thiết bị máy móc, nhân công, thậm chí là cả chi phí quản lý giao thông bởi công việc này phải kéo dài tới sáu tuần".
Do đó, vào năm 2010, một đợt cắt tỉa đã bị trì hoãn do không đủ chi phí. "Nó đã trở thành một công việc rất lớn lao và khó khăn". Ông Sam Mercer Nairne còn nói: "Đó là một số tiền khổng lồ và rất khó để chúng tôi tự đảm nhận việc cắt tỉa trong suốt nhiều năm dài đằng đẵng".
"Tôi đã đề xuất với hội đồng địa phương rằng giải pháp tốt nhất cho vấn đề này là chia nó thành ba phần. Địa phương có thể trả tiền cho việc quản lý giao thông trong quá trình cắt tỉa, chúng tôi sẽ trả công lao động, và tổ chức du lịch VisitScotland sẽ đảm nhiệm phần chi phí thuê thiết bị, dụng cụ máy móc cắt tỉa hàng rào".